# Kalikakhetu
Kalikakhetu (nep. कालिकाखेतु) – gaun wikas samiti w zachodniej części Nepalu w strefie Karnali w dystrykcie Jumla. Według nepalskiego spisu powszechnego z 2001 roku liczył on 115 gospodarstw domowych i 717 mieszkańców (352 kobiet i 365 mężczyzn).